# 의정부 망월사 목조불삼존상 및 십육나한상 일괄
의정부 망월사 목조불삼존상 및 십육나한상 일괄은 대한민국 경기도 의정부시 망월사에 있는 불상이다. 2012년 6월 26일 경기도의 유형문화재 제270호로 지정되었다.

## 지정 사유
본 불상 일괄은 소조동자상 1구가 결실된 것을 제외하곤 보존상태가 양호하고, 조선후기 영산전에 많이 보이는 목조불삼존상과 소조십육나한상 일괄과 같이 나무와 흙을 이용하여 조성됨으로써 당시의 조성 방식의 시대상을 알려 줄 뿐만 아니라 석가모니불과 제화갈라보살, 미륵보살을 중심으로 16나한상을 함께 봉안하던 조선시대 후기의 전통을 계승해 준다는 점에서 가치가 있다.

## 같이 보기
- 망월사

## 참고 자료
- 의정부 망월사 목조불삼존상 및 십육나한상 일괄 - 국가유산청 국가유산포털